# Distrito electoral de Blairsville (Illinois)
Blairsville (en inglés: Blairsville Precinct) es un distrito electoral ubicado en el condado de Williamson en el estado estadounidense de Illinois. En el Censo de 2010 tenía una población de 5897 habitantes y una densidad poblacional de 61,57 personas por km².

## Geografía
Blairsville se encuentra ubicado en las coordenadas 37°49′3″N 89°5′30″O / 37.81750, -89.09167. Según la Oficina del Censo de los Estados Unidos, Blairsville tiene una superficie total de 95.77 km², de la cual 93.42 km² corresponden a tierra firme y (2.46%) 2.35 km² es agua.

## Demografía
Según el censo de 2010, había 5897 personas residiendo en Blairsville. La densidad de población era de 61,57 hab./km². De los 5897 habitantes, Blairsville estaba compuesto por el 94.69% blancos, el 2.78% eran afroamericanos, el 0.27% eran amerindios, el 0.42% eran asiáticos, el 0% eran isleños del Pacífico, el 0.29% eran de otras razas y el 1.54% pertenecían a dos o más razas. Del total de la población el 1% eran hispanos o latinos de cualquier raza.